# Под сумњом (филм из 2000)
Под сумњом је филмски трилер режисера Стивена Хопкинса у коме главне улоге играју: Џин Хекман, Морган Фриман, Томас Џејн и Моника Белучи.

## Радња
Полиција у Сан Хуану (Порторико) покренула је истрагу у случају две дванаестогодишње девојчице које су силоване и убијене уочи прославе локалног фестивала. Главни осумњичени за злочин је адвокат Хенри Херст (којег игра Џин Хекман), али против њега постоје само посредни докази. Капетан Виктор Бенезет (глуми Морган Фриман), који је одавно упознат са могућим злочинцем, у почетку води пријатељски разговор са осумњиченим; али убрзо се уобичајено испитивање претвара у тежак „интелектуални двобој”. Херстово сведочење почиње да се доводи у питање; његова кривица је скоро доказана, али у овом тренутку искусни истражитељ схвата да ће, да би дошао до дна истине, морати да завири у најдубље углове адвокатове душе...

## Улоге
| Глумац             | Улога                  |
| ------------------ | ---------------------- |
| Џин Хекман         | Хенри Херст            |
| Морган Фриман      | капетан Виктор Бенезет |
| Томас Џејн         | детектив Филикс Овенс  |
| Моника Белучи      | Шантал Херст           |
| Нидија Каро        | Изабела                |
| Мигел Анхел Суарез | надзорник              |